# K Daring Club Louvain
Ne pas confondre avec d'autres clubs de la ville de Louvain : le Victoria FC Louvain, le Hoger Op Louvain, le Stade Louvaniste, ni avec Oud-Heverlee Louvain, résultat d'une fusion entre Oud-Heverlee, le Daring et le Stade.
Le Koninklijke Daring Club Leuven (ou K. Daring Club Leuven)  est un ancien club belge de football basé à Louvain. Il est fondé en 1922 et porte le matricule 223. Ses couleurs sont Rouge et Blanc.
La ville de Louvain possède une longue histoire universitaire. Elle est le siège de l'Université catholique de Louvain, devenue la KUL, en 1968, à la suite du mouvement de protestation estudiantine (Walen Buiten !) qui lance définitivement les polémiques communautaires en Belgique. En tant que cité universitaire, Louvain voit la naissance d'un grand nombre d'associations sportives, principalement des clubs de football.
Créé par une fusion en deux anciens cercles louvanistes qui prennent le nom de Sporting Club Louvain, le club change son nom en 1945 pour devenir Daring Club Leuven. Il n'y a pas de fusion officielle mais un rapprochement avec le Victoria FC Louvain, porteur du matricule 206.
Le matricule 223 évolue durant 39 saisons en séries nationales, dont 1 au 2e niveau de la hiérarchie.
En 2002, le "Daring Louvain" disparaît dans une fusion comprenant le K Stade Leuven et les FC Zwarte Duivels Oud-Heverlee pour former l'actuel Oud-Heverlee Louvain. Le club démissionne de l'URBSFA en janvier 2003.

## Repères historiques

### Prémices
- 1909 : Création de CLUB SPORTIF DE LOUVAIN. Le club est affilié, comme "Adhérent", à l'URBSFA AVANT l'année 1922. Ses couleurs sont "Vert et Blanc rayé verticalement". Il joue au "Velodroom" de la Tiensesteenweg.
- 1916 : 17/03/1916, création de STANDARD FOOTBALL CLUB LOUVAIN (ce club est aussi appelé STANDAART CLUB LEUVEN). Ses couleurs sont maillot rouge et short blanc.
- 1921 : 09/04/1921, STANDARD FOOTBALL CLUB LOUVAIN est affilié comme "Adhérent" auprès de l'URBSFA.
- 1922 : 24/03/1923, STANDARD FOOTBALL CLUB LOUVAIN est affilié comme "Effectif" auprès de l'URBSFA.

### Histoire
- 1922 : 29/06/1922, fusion de STANDARD FOOTBALL CLUB LOUVAIN et de CLUB SPORTIF DE LOUVAIN pour former le STANDARD CLUB CLUB SPORTIF LOUVANISTE.
- 1923 : 15/07/1923, STANDARD CLUB CLUB SPORTIF LOUVANISTE prend le nom de VOETBALCLUB LEUVEN. Deux jours plus tard, le club adopte les couleurs "Vert et Noir".
- 1923 : 24/07/1923, VOETBALCLUB LEUVEN prend le nom de FOOTBALL CLUB LOUVAIN.
- 1925 : 16/01/1925, FOOTBALL CLUB LOUVAIN prend le nom de SPORTING CLUB LOUVAIN. Ce changement est officialisé dans le PV de la réunion du 16 janvier 1925, du Comité Exécutif de l'URBSFA à la suite du courrier reçu du club : « ...nous souhaitons changer le nom de notre club, car nous créons une section "Athlétisme" et une section "Hippisme", et nous devons prendre une dénomination englobant d'autres sports... »
- 1926 : 21/12/1926, SPORTING CLUB LOUVAIN se voit attribuer le matricule 223.
- 1928 : SPORTING CLUB LOUVAIN (223) accède pour la première fois aux séries nationales. Cette première expérience ne dure qu'une saison.
- 1945 : Le 08/08/1945, un autre club local, le VICTORIA FOOTBALL CLUB LOUVAIN (206) arrête ses activités et démissionne de l'URBSFA. Des rapprochements s'opèrent avec le SPORTING CLUB LOUVAIN (223) qui prend le "Rouge et Noir " pour couleurs le 18/08/1945, puis change son nom en DARING CLUB LEUVEN (223) le 29/08/1945.
- 1947 : Le 09/07/1947, DARING CLUB LEUVEN (223) adopte les couleurs "Rouge et Blanc".
- 1951 : Le 27/09/1951, reconnu "Société Royale", DARING CLUB LEUVEN (223) change son nom en KONINKLIJKE DARING CLUB LEUVEN (223).
- 1967 : Le 03/08/1967, KONINKLIJKE DARING CLUB LEUVEN (223) change son appellation en KONINKLIJKE DARING CLUB LEUVEN-KESSEL-LO (223), à la suite d'un déménagement vers la commune de Kessel-Lo. (où le club d'athlétisme évolue toujours en 2015)
- 1979 : KONINKLIJKE DARING CLUB LEUVEN-KESSEL-LO (223) quitte les séries nationales et n'y réapparaît plus jusqu'à la disparition du matricule 223.
- 1981 : Le 01/07/1981, KONINKLIJKE DARING CLUB LEUVEN-KESSEL-LO (223) change sa dénomination et redevient KONINKLIJKE DARING CLUB LEUVEN (223)
- 2002 : Le 02/08/2002, La section football du KONINKLIJKE DARING CLUB LEUVEN (223) entre dans une fusion avec KONINKLIJKE STADE LEUVEN (18)  et FOOTBALL CLUB ZWARTE DUIVELS OUD-HEVERLEE (6142) pour former OUD-HEVERLEE LEUVEN (6142).
- 2003 : Le 08/01/2003, KONINKLIJKE DARING CLUB LEUVEN (223) démissionne de l'URBSFA. Le matricule 223 est alors radié.

## Fusion non officielle
Comme toutes les villes estudiantines, Louvain connaît un grand nombre d'entités sportives et principalement de clubs de football, qui ont des existence tantôt riches, tantôt éphémères. Lorsque la Seconde Guerre mondiale éclate, plusieurs associations interrompent leurs activités. À la fin des hostilités, comme en de nombreux autres endroits, la tendance générale n'est pas à l'abondance. Plusieurs cercles, de toutes disciplines, disparaissent. Les clubs de football louvanistes n'échappent pas au phénomène.
En 1945, le club connu sous le nom de Sporting Club Louvain change son appellation en Daring Club Leuven. Dans le même temps, un autre club local, le Victoria FC Louvain, porteur du matricule 206, arrête ses activités et démissionne de l'URBSFA. Il n'a pas de fusion officiellement enregistrée, mais bien un rapprochement entre les deux clubs.
Un troisième club, le Hoger Op FC Louvain (matricule 347) perdure encore quelque temps mais est dissous en 1949.

## Terrains et Stade
Au sortir de la Seconde Guerre mondiale, le Daring Club Leuven s'installe sur le terrain de l'ex-Victoria FC entre la Platte Losstraat et l'a Koning Albertlaan.
Dans le courant des années 1950, le club déménage légèrement plus à l'Est, vers le tout nouveau « Koning Boudewijnstadion » (renommé Gaston Roelandtstadion en 2004). Le Daring Club Leuven Atletiek occupe encore ces installations.

## Palmarès
Le matricule 223 remporte un titre en séries nationales:
- Champion de Division 3: 1 (1951).

## Classements en séries nationales
Statistiques clôturées - Club disparu

### Bilan
| Niv | Divisions    | Jouées | Titres | TM Up | TM Down |
| --- | ------------ | ------ | ------ | ----- | ------- |
| I   | 1e nationale | 0      | 0      |       |         |
| II  | 2e nationale | 1      | 0      |       |         |
| III | 3e nationale | 26     | 1      |       |         |
| IV  | 4e nationale | 12     | 0      |       |         |
|     |              |        |        |       |         |
|     | TOTAUX       | 39     | 1      |       |         |

- TM Up= test-match pour départager des égalités, ou toutes formes de Barrages ou de Tour final pour une montée éventuelle.
- TM Down= test-match pour départager des égalités, ou toutes formes de Barrages ou de Tour final pour le maintien.

### saisons
| Ordre | Saison  | Nom du club                    | Niveau                     | Classement final | Remarques               |
| ----- | ------- | ------------------------------ | -------------------------- | ---------------- | ----------------------- |
| 1     | 1928-29 | SC Louvain                     | Promotion (D3) série C     | 14e/14           | Relégué !               |
|       |         |                                |                            |                  | séries régionales       |
| 2     | 1934-35 | SC Louvain                     | Promotion (D3) série A     | 10e/14           |                         |
| 3     | 1935-36 | SC Louvain                     | Promotion (D3) série C     | 4e/14            |                         |
| 4     | 1936-37 | SC Louvain                     | Promotion (D3) série C     | 7e/14            |                         |
| 5     | 1937-38 | SC Louvain                     | Promotion (D3) série A     | 5e/14            |                         |
| 6     | 1938-39 | SC Louvain                     | Promotion (D3) série A     | 3e/14            |                         |
|       | 1939-40 | Compétitions interrompues      |                            |                  |                         |
|       | 1940-41 | Compétitions régionales        |                            |                  |                         |
| 7     | 1941-42 | SC Louvain                     | Promotion (D3) série C     | 12e/13           |                         |
| 8     | 1942-43 | SC Louvain                     | Promotion (D3) série C     | 12e/15           |                         |
| 9     | 1943-44 | SC Louvain                     | Promotion (D3) série C     | 9e/14            |                         |
|       | 1944-45 | Compétitions interrompues      |                            |                  |                         |
| 10    | 1945-46 | Daring Club Leuven             | Promotion (D3) série B     | 16e/19           | Relégué !               |
|       |         |                                |                            |                  | séries provinciales     |
| 11    | 1947-48 | Daring Club Leuven             | Promotion (D3) série D     | 6e/16            |                         |
| 12    | 1948-49 | Daring Club Leuven             | Promotion (D3) série C     | 7e/16            |                         |
| 13    | 1949-50 | Daring Club Leuven             | Promotion (D3) série D     | 3e/16            |                         |
| 14    | 1950-51 | K. Daring Club Leuven          | Promotion (D3) série A     | Champion         | Promu !                 |
| 15    | 1951-52 | K. Daring Club Leuven          | Division 1 (D2) série B    | 15e/16           | Relégué en...Division 3 |
| 16    | 1952-53 | Daring Club Leuven             | Division 3 série B         | 12e/16           |                         |
| 17    | 1953-54 | Daring Club Leuven             | Division 3 série B         | 10e/16           |                         |
| 18    | 1954-55 | Daring Club Leuven             | Division 3 série A         | 13e/16           |                         |
| 19    | 1955-56 | Daring Club Leuven             | Division 3 série B         | 5e/16            |                         |
| 20    | 1956-57 | Daring Club Leuven             | Division 3 série A         | 13e/16           |                         |
| 21    | 1957-58 | Daring Club Leuven             | Division 3 série B         | 8e/16            |                         |
| 22    | 1958-59 | Daring Club Leuven             | Division 3 série A         | 13e/16           |                         |
| 23    | 1959-60 | Daring Club Leuven             | Division 3 série B         | 4e/16            |                         |
| 24    | 1960-61 | Daring Club Leuven             | Division 3 série B         | 2e/16            |                         |
| 25    | 1961-62 | Daring Club Leuven             | Division 3 série B         | 3e/16            |                         |
| 26    | 1962-63 | Daring Club Leuven             | Division 3 série B         | 9e/16            |                         |
| 27    | 1963-64 | Daring Club Leuven             | Division 3 série A         | 16e/16           | Relégué !               |
| 28    | 1964-65 | Daring Club Leuven             | Promotion série C          | 10e/16           |                         |
| 29    | 1965-66 | Daring Club Leuven             | Promotion série C          | 6e/16            |                         |
| 30    | 1966-67 | Daring Club Leuven             | Promotion série C          | 15e/16           | Relégué !               |
|       |         |                                |                            |                  | séries provinciales     |
| 31    | 1970-71 | Daring Club Leuven             | Promotion série C          | 13e/16           |                         |
| 32    | 1971-72 | Daring Club Leuven             | Promotion série C          | 10e/16           |                         |
| 33    | 1972-73 | Daring Club Leuven             | Promotion série C          | 12e/16           |                         |
| 34    | 1973-74 | Daring Club Leuven             | Promotion série A          | 7e/16            |                         |
| 35    | 1974-75 | Daring Club Leuven             | Promotion série D          | 2e/16            |                         |
| 36    | 1975-76 | Daring Club Leuven             | Promotion série B          | 4e/16            |                         |
| 37    | 1976-77 | Daring Club Leuven             | Promotion série B          | 12e/16           |                         |
| 38    | 1977-78 | Daring Club Leuven             | Promotion série D          | 10e/16           |                         |
| 39    | 1978-79 | Daring Club Leuven             | Promotion série C          | 14e/16           | Relégué !               |
|       |         |                                |                            |                  | séries provinciales     |
|       | 2002    | Fusion avec FC ZD Oud-Heverlee | le matricule 223 disparaît |                  |                         |

### Sources
- Dictionnaire des clubs affiliés à l'URBSFA depuis 1895. (éditions Foot centenaire)
- (nl) Site officiel d'Oud-Heverlee Louvain